# 日蝕 (小説)
『日蝕』（にっしょく）は、平野啓一郎による中編小説。『新潮』（新潮社）1998年8月号で発表され、同年10月に単行本が発行された。当時23歳の学生だった平野のデビュー作であり、翌年2月に第120回芥川賞を当時最年少で受賞している。15世紀フランスを舞台に神学僧の神秘体験を描く内容で、森鷗外を意識したその擬古的な文体や衒学性、「三島由紀夫の再来」と言われた評価をめぐって賛否両論を起こした。
平野自身は、この作品を『一月物語』『葬送』へと続く『ロマンティック三部作』の第1作と位置づけている。

## 掲載と出版
『新潮』への事実上の持ち込みによって、同誌1998年8月号の巻頭で一挙掲載されるという、無名の新人作家としては異例の形で発表され、作者の平野は「三島由紀夫の再来とも言うべき神童」というコピーとともにデビューを飾った。平野は『新潮』に原稿を持ち込む際、作品だけを送っても読んでもらえないという考えから、事前に自身の考えや文学観を記した手紙を編集部に送っている。平野は、新人賞への応募ではなく持ち込みという形をとったことについて、当時の自分は芸術至上という考えが強く、賞とは無関係の作家という生き方への憧れがあったためだとしており、後にそうした当時の自分の考えを「青臭い」ものであったとも述懐している。
同年10月、『日蝕』は新潮社より刊行され、翌年2月にほぼ全ての選考委員からの支持を受け芥川賞を受賞した。23歳での受賞は当時の最年少受賞者に並び、23歳6か月という若さは歴代4位に相当する。学生作家の受賞も村上龍以来23年ぶりであり、ピアスをつけた当世風の風貌も注目され、『日蝕』は40万部を売るベストセラーとなった。2002年には新潮文庫より文庫化、2010年には次作『一月物語』を併録してふたたび文庫化された。外国語版は2012年現在フランス語版、韓国語版、台湾語版が出されている。

## あらすじ
1482年のフランス南部、神学僧であったニコラはトマス主義に傾倒してキリスト教と異教の古代哲学の融合を志し、『ヘルメス選集』の完本を求めてパリからリヨンへと赴く。ニコラはリヨンで目的を達成することができず、司教からフィレンツェへ行くように勧められるが、その際に、ヴィエンヌの教区にある村落で研究を続けている錬金術師に相談を持ちかけるよう助言される。
村落に到着したニコラは村の司祭ユスタスから、錬金術師ピエェル・デュファイの居場所を教えられる。酒場を兼ねた宿屋に宿泊することとなったニコラは、村全体が幾何学模様を描くように作られていることに興味を示すが、その際にピエェルらしき人物を目撃する。宿の主からはピエェルに会わないよう忠告されつつも、ニコラは錬金術の工房となっているピエェルの家を訪れ、その書棚にあった目的の書物『ヘルメス選集』を目にする。ニコラはピエェルから、5日後にここに来るよう告げられ宿へと帰されるが、その帰路で村の鍛冶屋でありピエェルの崇拝者であるギョオムと顔見知りになり、その夜の宿の酒場ではギョオムの妻と司祭ユスタスが過去に姦通して不義の子を産んだという醜聞を耳にする。後日、ニコラは堕落した村人たちの教化を行なっている修道僧ジャック・ミカエリスの訪問を受ける。異端審問官でもあるジャックはピエェルについて調査を進めていた。
再びピエェルの元を訪れたニコラは、錬金術師たちが追い求める物質「賢者の石」についての談義を聞かされ、自分が求める神への信仰と異端の思想の融合を見いだすものの、その内容に疑念を感じ、異端の存在を憎んでいるジャックのことを思い出して複雑な思いを浮かべる。やがてニコラは、ピエェルの家に通って蔵書を読むことを許可され思索を深めるが、ピエェルが悪魔が出現すると噂される森に毎日通っていることに対して不信感を抱く。ニコラは密かにピエェルを尾行し、森の中にある洞窟へと足を踏み入れ、その中で黄金色に発光する両性具有者を目撃する。神とも悪魔とも、錬金術の人造人間ホムンクルスともつかない全裸の両性具有者に対し、ピエェルがその乳房、男性器、女性器にうやうやしく接吻する姿をのぞき見たニコラは、ジャックから聞かされていた魔女のサバトの儀式を連想し、その場を逃げ出す。この日の出来事を境に村人の間で、夕方の西空に雲よりも背の高い巨人の男女が現れ、後背位で性交に耽る姿を見たという者が現れ始める。さらに村は聖アントニウスの火の病と呼ばれる奇病や、冷害、豪雨といった天災にも悩まされるようになり、人々の心もすさんでいく。ジャックは一連の出来事を魔女の妖術によるものであると扇動し、村人を魔女狩りに焚きつける。ニコラはピエェルを案じるが、ジャックが捕らえたのは、洞窟から村へと迷い出てきた両性具有者であった。
その後、巨人が目撃されることはなくなったが、村の災厄は続き、両性具有者は魔女裁判を通して火刑に処せられることが決まる。村人たちは刑場に引きずり出された両性具有者に石を投げつけるが、その左右で色の異なる瞳が見開かれ、傷つけられた肉体から神々しい芳香が立ち昇るのを前にすると動揺する。処刑が始まっても両性具有者は泣きも叫びもしなかったが、身を焼かれ始めるとけいれんを始め、すると突然に空は暗くなって皆既日食が始まり、同時に男女の巨人が再び現れ、村人たちが恐れ慄く前で性交を始める。両性具有者は身を焼かれつつも男性器を勃起させ、虹を描きながら膣外射精された精液を自らの女性器で受け止める。その姿を見たニコラは両性具有者と霊的に共感し、宇宙との神秘的な合一を体験する。
両性具有者は骨も残さず消滅するが、進み出たピエェルは灰の中から赤みを帯びた金塊のような物質を拾い上げ、それをとがめたジャックに捕らえられる。ニコラはジャックの勧めで逃げるように村を去り、本来の目的地であるフィレンツェへと向かう。後年になってニコラは神学者として成功を収めるが、同時に虚しくもなる。ニコラは後になって、ピエェルの存在をジャックに密告したのがギョオムであったという真相を知らされる。ニコラは読者に対して、最近になって錬金術の研究を始めたことや、両性具有者が焼かれる瞬間に垣間見た金属の輝きのこと、かつては両性具有者の正体がイエス・キリストの再臨であった可能性に思いを巡らしたことなどを語り、物語を締めくくる。

## 登場人物
ニコラ
物語の語り手。パリ大学に在籍する神学僧。既に時代遅れの考えとなっていたトマス主義に傾倒している。既に断片的な写本を手に入れていた『ヘルメス選集』の完本を求める旅の途中で、錬金術師ピエェルの住む村落を訪れる。後年になってからの述懐という形で、村で体験した一部始終を読者に対して語る。
ピエェル・デュファイ
村落に住む錬金術師。偏屈で他人に会おうとせず、村人からは変人と見られている。賢者の石の秘密を追い求めており、かつて諸国遍歴中にリヨン近郊の鉱山の坑道で錬金術に関する悟りを得た。両性具有者に対して、崇拝とも下劣とも受け取れる態度でうやうやしく接する一方、語り手のニコラには両性具有者が魔女として捕らわれるよう仕向けたのはピエェルではないかという疑念を抱かせる。両性具有者が燃え尽きた跡から何かの物質を取り出すが、その後ジャックに捕らえられ、後年になって獄死する。
里昴の司教（リヨンのしきょう）
語り手のニコラにフィレンツェ行きを勧め、途中で錬金術師ピエェルの元を訪ねるよう助言する。この司教が村落について知っている情報は古く、ニコラが村落で見聞きするものとは多くの点で異なっていた。
ユスタス
村の司祭。貧しい村にあって淫蕩に耽って贅沢な生活をしていることや、ギョオムの妻と姦通して不義の子を産ませたという噂は村人の間でも知れ渡っており、村人からも侮蔑されている。
ギョオム
村落に住む鍛冶屋。小柄で、両足に生まれつきの障害を持っており、語り手であるニコラからは醜く卑屈な人物として見られている。ピエェルに対して崇拝に近い態度をとり、彼の身の回りの世話をしている一方、その他の村人たちを侮蔑している。村人からは、妻を司祭のユスタスに寝取られたことを物笑いの種にされている。
物語の結末、後年になってニコラと再会した際にはピエェルをこき下ろし、ピエェルを魔女として告発したのが自分自身であること、その後はジャックに取り入って成功したことを嬉々として語る。
ジャン
ギョオムの息子で、生まれつき言葉が喋れない上に知的障害を抱えている。無意味な遊戯に耽る姿は語り手のニコラに漠然とした恐怖を抱かせ、神が創り上げた秩序に対する認識を揺るがし、学問の探究が無意味ではないかという疑念を生じさせる。村人からは司祭のユスタスがギョオムの妻に産ませた不義の子であると噂されている。両性具有者が火刑に処せられ、日食が始まり巨人が現れる場面で初めて声を発して哄笑し、その後忽然と姿を消す。
ジャック・ミカエリス
ドミニコ会の修道僧で、異端審問官。ヴィエンヌの修道院に身を置いている。司祭のユスタスの堕落ぶりや、村人たちの不信心さを批判しており、村落を訪れては清貧を説いている。劇中の設定では、異端を憎む思想は後に『魔女の槌』の著者となる実在の人物、ハインリヒ・クラアメルからの影響であると語られている。語り手のニコラはその思想に理性が欠如していることを指摘しているが、村人からは信頼されており、ジャックが村の災厄が魔女の仕業であると吹聴した際にも、多くの村人がこれを信じた。
両性具有者（アンドロギュノス）
村の背後に広がる悪魔の森にある洞窟の奥で、鍾乳石の中に半身を埋めている謎めいた存在。男性器と女性器と乳房を兼ね備え、目鼻立ちは整い、その裸身は金色に光り輝いている。伏せられている瞳は左右で色が異なる。また、遠目には箒のようにも見える、奇妙な装飾を施した杖に身体を貫かれている。
後に村へと現れ、魔女として捕らえられ、拷問を受けた末に火刑にされるが、その最期はニコラに神秘的な体験をもたらす。燃え尽きた後に赤みを帯びた金塊のような物質を遺すが、ジャックによって投棄されてしまう。

## 評価

### 時評および賞選考での評価
雑誌掲載直後の時評では、作者の才能に一定の評価を示しつつも、作品の価値自体には一定の留保をつけているものが多く見られる。例えば『新潮』の『日蝕』が載った次の号の時評では、山口昌男が「その才気は疑うところがない」としながら、「前人未到の境域をこの作者が伐り拓いているかといえばそれは又別」「言葉の問題についていえば（…）特に難解な内容を押しつけているわけではないようである」と書いている。同時期の『群像』の創作合評では、「おもしろく読んだ」「勉強の成果はすごく出ている」（岡松和夫）「一気に読んでしまいまして、そういう意味では大変多としています」（坂上弘）と概ね好評を得ているものの「どうしても観念性とか図式性のようなものが不満として残る」（井口時男）といった意見も出された。また特に漢文を多用した文体の使用に関しては、特定の品詞をめぐるいくつかのパターンによってそれらしさを出しているものの「擬古文的な衣装を身にまとったところにとどまっている」（小森陽一）との批判が『朝日新聞』夕刊の文芸時評に掲載された。
芥川賞選考会では、「近代小説の正統（オーソドックス）の道に自覚的に立とうとする作品」（日野啓三）「文章の様式に、積極果敢な試みを感じた」（田久保英夫）といった積極的な評価がある一方、宮本輝や三浦哲郎などは「手の込みすぎた文章」（宮本）や「ペダントリーとも思われかねない用語」（三浦）の使用に対して留保意見をつけている。最終的に『日蝕』は満票に近い支持を得たが、石原慎太郎のみ唯一強く反対しており、選評でも「果たしてこうした手法を用いなければ現代文学は蘇生し得ないのだろうか。私は決してそうは思わない」「浅薄なコマーシャリズムがこの作者を三島由紀夫の再来などと呼ばわるのは止めておいた方がいい」と厳しい評を書いた。

### サブカルチャーから見た『日蝕』
東浩紀は『小説トリッパー』2000年春季号において、本作が既存の純文学よりもむしろファンタジー小説や漫画、アニメ、ゲームなどのエンターテインメントにおける想像力と深いかかわりを持っていることを指摘した。東によれば、作中に登場する錬金術、ホムンクルス、巨人といった要素は、同時期にベストセラーを記録している三浦建太郎のファンタジー漫画『ベルセルク』の世界観と完全に一致するし、また作中の漢字の多用も、京極夏彦の推理小説やラルク・アン・シエルなどのポピュラー音楽、オタク系同人誌などのサブカルチャーの流れから見れば「むしろ多数派に属している」という。
また大塚英志は、上記の東の評を引きつつ、本作に漂う「サブ・カル的想像力」や「既視感」を、ディティールよりもコンピュータRPG的な物語構造によるものであるとし、たとえば主人公が目的地にたどり着くために次々と村人との対話や探索などのイベントをこなしていくプロットは、テレビゲームのRPGを想起させると指摘した。そして大塚は、本作を同時代の作家たちと同じ「時代の空気」の上に成り立つものであるとしつつも、その品質は著者の学力の高さによって維持されており、本来は知的な題材であるにもかかわらずサブカルチャーに奪われていた事物を、膨大な資料や文献を収集し読みこなす学力によって文学の側が改めて奪還したものであると評している。
逆に福田和也は『作家の値うち』（2000年）において、上記のような要素を「ファンタジー小説的な記号に留まっている」として、『日蝕』に100点満点中42点という低い評価を与えている。

## 『日蝕』と佐藤亜紀『鏡の影』
2000年3月、作家の佐藤亜紀は自身のウェブサイトにおいて、『日蝕』が1993年の自著『鏡の影』の「ぱくり」であることを示唆する文章を発表し 、月刊誌の『噂の眞相』2000年6月号および8月号がゴシップ記事としてこれを取り上げた。佐藤が主張するところによれば、1998年に芥川賞候補作となった『日蝕』と、中世ヨーロッパを舞台にした「異端とされる知識を探求する僧侶が、答えを得た瞬間にその意味を見失うという鮮烈なプロット」をもった『鏡の影』が読み比べられないように、同年に新潮社が後者を絶版にしたというのである。また佐藤はブレヒト『ガリレイの生涯』などの作品をいくつか挙げ、「異端な探求もの」というジャンルがすでにほぼ確立されたものであり、数年前に国内の同じ出版社からだされている自身の作品を平野が『日蝕』を書く上で読んでいないはずがない、という主張もしている。
一方で平野は自身のブログにて「（「鏡の影は）1行も読んだことがない」として疑惑を否定しており、佐藤の主張が妄想に根ざしており客観的な根拠が欠如していることを指摘し、『鏡の影』が絶版になったのも単に売れなくなったからであろうと主張している。作家の山之口洋はこの疑惑をやや否定的にみる形で若干の「検証」をし、細部においていくつか造形が似ていることを指摘しているが、両者の目指す方向性自体がかなり違うと述べている。
平野は、佐藤の主張が『噂の眞相』1誌を除いておおむねマスコミから無視されていたことから、強い不快感を覚えつつも法的手段を用いて佐藤に反論することはしなかったと述懐している。この疑惑を機に佐藤は自身の作品全ての版権を新潮社から引き上げたが、新潮社による公式な声明などは出されていない。

## 他作品の中での言及
2000年9月から2001年6月にかけて朝日新聞夕刊で連載された高橋源一郎の小説『官能小説家』には、本作に言及する場面がある。作中の『朝日新聞』で連載されている設定の作中小説上に登場する『朝日新聞』で、『官能小説家』という題の劇中小説の連載を手がけている設定の登場人物タカハシゲンイチロウは、見ず知らずの相手からかかってきた電話で「平野啓一郎の『日蝕』」の感想を求められるが、タカハシはこれを作家生命に関わる人生の罠であると考え動揺する。タカハシは読者に対して、この作品を褒めたりけなしたりすることの危うさや愚かさを競馬に例えてひとしきり力説した後、電話の相手に対し、間違い電話を装ってその場を切り抜けようと試みる。

## 書誌情報
- 平野啓一郎『日蝕』 新潮社 1998年、ハードカバー版。ISBN 4-10-426001-0
- 『芥川賞全集』第18巻、文藝春秋、2002年。ISBN 4-16-507280-X
- 平野啓一郎『日蝕』 新潮社〈新潮文庫〉、2003年。ISBN 4-10-129031-8
- 平野啓一郎『日蝕・一月物語』 新潮社〈新潮文庫〉、2010年。ISBN 978-4-10-129040-9